# Espen Olsen
Espen Olsen (* 13. März 1979 in Oslo) ist ein ehemaliger norwegischer Fußballtrainer und ehemaliger Spieler. Er trainierte 2015–2018 den Strømmen IF, der in der zweithöchsten norwegischen Liga, der OBOS-Liga spielt.

## Sportlicher Werdegang
Olsen begann seine Karriere bei Strømmen IF, ehe er sich 2000 Lørenskog IF anschloss. 2002 wechselte er zu Ham-Kam in die Tippeligaen. Dort entwickelte er sich zum Nationalspieler. 2007 wechselte er zum Ligarivalen Stabæk Fotball, wo er sich aber nicht etablieren konnte und 2008 an IK Start verliehen wurde. Im Sommer 2008 wechselte er zu Sogndal Fotball in die zweitklassige 1. divisjon. 2012 beendete er seine aktive Karriere bei Strømmen IF.